# Schlacht bei Herbsthausen
Wallerfangen – Dömitz – Haselünne – Wittstock – Rheinfelden – Breisach – Wittenweiher – Vlotho – Ochsenfeld – Chemnitz – Bautzen – Freiberg – Riebelsdorfer Berg – Dorsten – Preßnitz – La Marfée – Wolfenbüttel – Kempener Heide – Schweidnitz – Breitenfeld – Tuttlingen – Freiburg – Philippsburg – Jüterbog –  Jankau – Herbsthausen – Alerheim – Brünn – Korneuburg – Totenhöhe – Hohentübingen –  Triebl – Zusmarshausen – Wevelinghoven – Dachau –  Prag

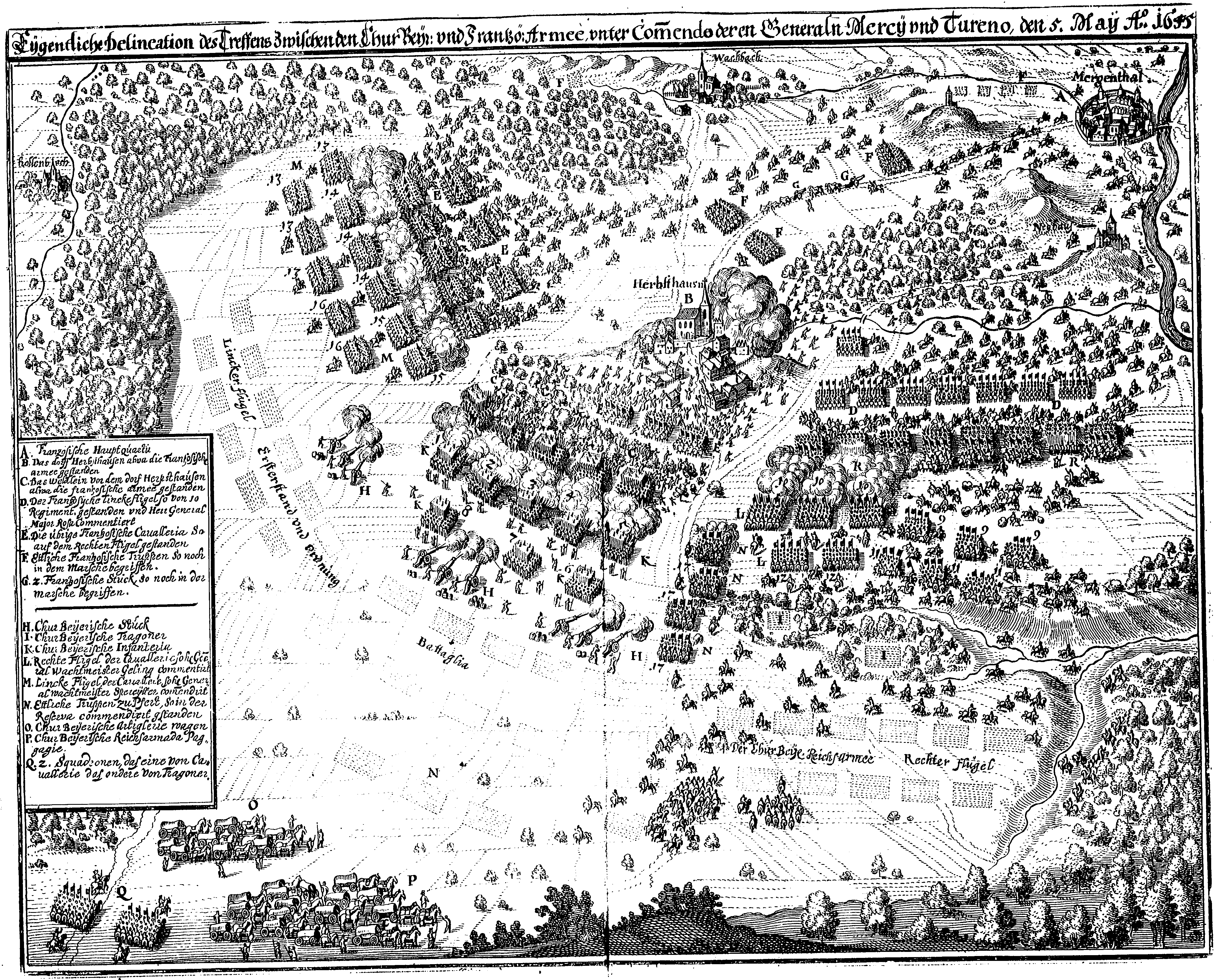
Schlacht bei Mergentheim, Stich aus dem Theatrum Europaeum

In der Schlacht bei Herbsthausen, auch Schlacht bei Mergentheim (frz.: Bataille de Marienthal) schlug während des Dreißigjährigen Krieges am 5. Mai 1645 eine kurfürstlich bayerische Armee ihren französischen Gegner unter Marschall Henri de Turenne.

## Vorfeld der Schlacht
Nachdem die französisch-weimaraner Truppen am 26. März 1645 mit 11.000 Mann bei Speyer den Rhein überschritten hatten, zog Marschall Turenne durch Südwestdeutschland und nahm im April Quartier in der Spitalmühle vor den Toren der Stadt Hall. Er quartierte seine Truppen in der Umgebung ein und verlangte die Übergabe der Stadt, die sich jedoch loskaufen konnte. Der bayerische Feldherr Franz von Mercy, der dachte, dass die französischen Truppen weiter in Richtung Donau ziehen würden, stellte sich deshalb bei Ellwangen auf.:S. 295
Turenne verlegte sein Hauptquartier aber am 29. April in das Deutschordensschloss von Mergentheim.
Die französischen Truppen bezogen in den umliegenden Dörfern Quartier, anscheinend auf besonderen Wunsch Reinhold von Rosens: Die Soldaten sollten den Überfluss des fruchtbaren Taubertals genießen und sich aus dem Land versorgen.:S. 295 In einem zeitgenössischen Bericht heißt es, Turenne ziehe „mit den weimarischen Franzosen in Franken auf der Bratwurst herum.“
Turenne will angeblich angeordnet haben, dass sich kein Regiment weiter als zwei Stunden von Herbsthausen, das als Sammelplatz bestimmt wurde, entfernen solle; Herbsthausen war an einer Wegkreuzung gelegen, von wo Straßen sowohl nach Westen Richtung Neckar, als auch in Nord-Süd-Richtung von Mergentheim nach Crailsheim führten, weswegen das Dorf wohl von Turenne ausgewählt worden war.:S. 296
Dieser Befehl wurde jedenfalls nicht befolgt. Die 5500 Mann starke Reiterei der Weimaraner, die im Frühjahr nur schwer Futter für die Pferde gefunden hatte, zerstreute sich in einem Umkreis von bis zu 40 km bis nach Rothenburg ob der Tauber und Buchen im Odenwald.:S. 174
Auch vernachlässigten die französischen Truppen die Vorposten.:S. 295
Mercy hatte Kenntnis von den französischen Stellungen und plante, nachts von Dinkelsbühl und Feuchtwangen, wo seine Armee lag, über Michelbach an der Lücke und Blaufelden nach Mergentheim zu marschieren, um Turenne in einem Überraschungsangriff zu attackieren.
Die außerordentlich „große Beweglichkeit“ der damaligen Armeen wurde durch die leichtere Verpflegung ermöglicht, begründet durch die im Vergleich zu den früheren Kriegsjahren auf beiden Seiten zahlenmäßig geringe Truppenstärke.:S. 294

## Schlachtverlauf
Die kaiserlich-bayerischen Truppen brachen am Morgen des 4. Mai 1645 Richtung Brettenfeld auf. Dort machten sie kurz Rast und marschierten dann in der Nacht vom 4. auf den 5. Mai weiter in Richtung Bartenstein. Die Bayern trafen bei Tagesanbruch ein, ließen den Tross zurück und stellten sich in Schlachtordnung auf.:S. 296f. Als Mercy sich Herbsthausen von Süden her näherte, hatten sich die französischen Truppen noch nicht vollständig gesammelt. Ihre Geschütze sowie mehrere Regimenter der Kavallerie erreichten das Schlachtfeld nicht mehr rechtzeitig.:S. 175
Turenne positionierte auf seinem rechten Flügel, der von Rosen kommandiert wurde, hauptsächlich Infanterie und nur wenig Kavallerie in einem kleinen Wäldchen. Im Zentrum lag das Dorf Herbsthausen, in dem ebenfalls Infanterie Stellung bezogen hatte, der linke Flügel bestand aus dem Großteil der der Reiterei der Weimaraner unter Turenne. Insgesamt konnten die Franzosen rund 10.000 Mann aufbieten.:S. 297f.
Die bayerische Kavallerie war auf die beiden Flügel verteilt, während sich die Infanterie im Zentrum befand. Werth befehligte den linken, Mercy den rechten Flügel. Der Oberst Jakob Kolb führte eine kleine Reserve.:S. 296
Die französischen Stellungen wurden sofort von der bayerischen Artillerie unter Beschuss genommen, bevor die bayerische Infanterie unter Feldzeugmeister Johann von Reuschenberg den durch die Stellung in dem kleinen Gehölz eigentlich geschützten rechten Flügel Turennes attackierte. Die von Rosen befehligten Franzosen feuerten nur eine einzige Salve ab, dann flüchteten sie ins Dorf, verfolgt von den Bayern.:S. 298 
Turennes Kavallerie hingegen war gegen Mercys rechten Flügel erfolgreicher und es gelang ihm, einige gegnerische Einheiten in die Flucht zu schlagen, bis die bayerische Reserve unter Oberst Kolb eingriff. Johann von Werths Übermacht auf dem linken Flügel brachte schließlich die Entscheidung, da es ihm gelang, Herbsthausen zu umgehen und Turennes Kavallerie von hinten in die Zange zu nehmen.:S. 298f. 
Die französische Infanterie wurde beinahe vollständig aufgerieben oder gefangen genommen. Die nun ankommenden verbliebenen Reiterregimenter konnten nur noch den Rückzug Turennes Richtung Mergentheim decken.:S. 298f.  Die Gesamtdauer der Schlacht hatte nur eine Stunde betragen. Die Bayern hatten zwischen 600:S. 176 und 1000 Tote zu beklagen, während auf französischer Seite rund 2600 Männer gefallen waren und ebenso viele in Gefangenschaft gerieten. Außerdem kam es zu mindestens 200 zivilen Opfern.:S. 299 Ein Massengrab wurde im Jahr 1777 bei Straßenbauarbeiten zwischen Mergentheim und Herbsthausen entdeckt.

## Nachwirkungen
Die französischen Besatzungen im Mergentheimer Schloss und der Feste Neuhaus ergaben sich noch am selben Tag. In Mergentheim fiel den Bayern neben Munition auch Turennes Kriegskasse in die Hände. Schmidberg und Rosen, Turennes Generäle, gerieten in Gefangenschaft und mit ihnen 2500 gemeine Soldaten und 185 Offiziere. Die Bayern eroberten außerdem vier Geschütze und den gesamten Tross des Gegners.:S. 176
Mercy ergänzte seine Verluste, indem er einen Großteil der gegnerischen Gefangenen einstellte.:S. 299f.
Die Bayern verfolgten Turenne, der nach Hessen floh, bis an den Main. Auch die fränkischen Bauern sollen sich an der „Jagd“ beteiligt haben.:S. 176
Während Napoléon Bonaparte in der Wahl des ungeschützten, in der Linie der Vorposten liegenden Sammelpunktes einen schweren, gar den entscheidenden taktischen Fehler Turennes gesehen hat,:S. 297 schob dieser die Schuld an der Niederlage auf seine untergeordneten Offiziere:

Dès que l’armée fut arrivée à Mariendal, comme c’etoit dans la fin du mois d’avil, & qu’il n’y avoit point encore d’herbes, on pressa fort M. de Turenne de permettre que la cavalerie se séparât dans les petites villes, où on laisseroit son bagage au premier ordre, & qu’on viendroit promptement au rendez-vous. Pour dire vrai, le trop de facilité à ne point faire pâtir la cavalerie, faute de fourrage; la grande envie qu’ils se missent promptement en bon état, plusieurs officiers assurent que chacun dans son lieu acheteroit des chevaux pour les démontés, & aussi l’éloignement de l’ennemi qui étoit à près de dix heures de-là, les partis rapportant qu'ils étoient séparés, firent résoudre M. de Turenne mal a propos à les envoyer dans de petits lieux fermés.

„Es war gegen das Ende des Aprils, als die Armee zu Mergentheim anlangte; und weil das Gras noch nirgends heraus war, so lag man gleich anfangs dem Marschall inständig an, daß er der Kavallerie erlauben möchte, sich in die kleinen Städte zu vertheilen, wo sie auf den ersten Allarm ihre Bagage zurücklassen und ohne Verzug auf dem Rendezvous erscheinen wollten. Aufrichtig die Wahrheit zu sagen, war es die Nachgiebigkeit des Marschalls, seine Kavallerie nicht leiden zu lassen, sein großes Verlangen, sie schleunig wieder im Stand zu sehen, und endlich die Entfernung des Feinds, der beinahe 10 Stunden davon abstand; dies waren die Ursachen, die den Marschall zur Unzeit zu dem Entschluß brachten, seine Kavallerie in die kleinen Örter zu vertheilen.“

Der Sieg bei Mergentheim führte zunächst zu einem kaiserlich-bayerischen „Übergewicht in ganz Süddeutschland“,:S. 299f. brachte aber trotz „verheerender“ Verluste für die französisch-weimaranische Armee keine Entscheidung des Krieges.:S. 174 Turenne führte nach seiner Niederlage die ihm verbliebenen Truppen über den Rhein zurück und bot Kardinal Jules Mazarin seinen Rücktritt als Feldherr an, der ihm jedoch verweigert wurde. Mazarin befahl ihm stattdessen, sich mit der Armee Condés zu vereinigen. Turenne und Condé führten daraufhin französische und hessische Truppen erneut über den Rhein. Am 3. August 1645 besiegte das französisch-hessische Heer in der Schlacht bei Alerheim die kaiserlichen und bayerischen Truppen unter Johann von Werth und Franz von Mercy, der in dieser Schlacht auch sein Leben verlor.

## Trivia
Die Schlacht von Herbsthausen wurde von Hans Jakob Christoffel von Grimmelshausen in Kapitel 19 seines Werks „Der seltzame Springinsfeld“ von 1670 erwähnt.